# الحرب السوداء
```
الحرب السوداء 
هي فترة الصراع العنيف بين 
الإمبراطورية البريطانية
 
والأستراليين الأصليين
 في 
تاسمانيا
 من منتصف العشرينات حتى 1832. أودى الصراع، الذي كان أشبه 
بحرب عصابات
 بين الطرفين، بحياة أكثر من 200 مستعمر أوروبي وبين 600 لـ900 من السكان الأصليين، مهلكًا السكان الأصليين للجزيرة.
[
1
]
[
2
]
 الإبادة شبه الكاملة للسكان الأصليين لتاسمانيا، وحوادث القتل الجماعي المتكررة، أشعلا الخلاف بين المؤرخين حول اعتبار الحرب السوداء إبادة جماعية أم لا.
[
3
]
```

تمت صياغة المصطلحات «حرب سوداء» و«خط أسود» عبر الصحفي هنري ملفيل في 1835،  إلا أن المؤرخة ليندال ريان جادلت بشأن ذلك الاسم موضحة أنه يجب أن تعرف بـ حرب تاسمانيا. كما دعت كذلك بإقامة نصب تذكاري عام للقتلى من كلا الجانبين.
دفع تصاعد العنف في أواخر العشرينات الحاكم الملازم جورج أرثر لإعلان القانون العرفي - موفرا بشكل فعال حصانة قانونية لقتل السكان الأصليين- كما دفعه لأن يأمر في أواخر 1830 بهجوم عسكري ضخم لمدة 6 أسابيع عرف باسم الخط الأسود، كون فيه 2200 مدني ومجند حلقات من الحواجز المتحركة تمتد لمئات الكيلومترات بطول الجزيرة لدفع السكان الأصليين من المناطق المستعمرة إلى شبه جزيرة تاسمانيا في الجنوب الشرقي، أين كان من المقرر أن يظلوا محاصرين للأبد.
دُفعت الحرب السوداء بالانتشار السريع للمستعمرين البريطانيين والماشية الزراعية عبر مناطق تاسمانيا والتي كانت من قبل أراضي تقليدية للصيد للسكان الأصليين. وصف المؤرخ نيكولاس كليمنتس عنف السكان الأصليين كحركة مقاومة - استخدام القوة ضد عدو منتهك أو محتل. وقال أن هجمات السكان الأصليين كان حافزها الانتقام من الأعمال الوحشية للأوروبيين، والخطف المنتشر، واغتصاب وقتل نسائهم وبناتهم، بواسطة السجناء، والمستوطنين، والجنود، ولكن منذ أواخر العشرينات بشكل خاص، كان السكان الأصليون مدفوعين كذلك بالجوع لنهب منازل المستوطنين بحثا عن الطعام نظرًا لتقلص مناطق الصيد الخاصة بهم، واختفاء اللعبة المحلية، وتزايد مخاطر الصيد في الأراضي المفتوحة. في ذات الوقت، كان العنف الأوروبي محفزا بتصاعد إرهاب هجمات السكان الأصليين، والقناعة بأن إبادة السكان الأصليين هي الوسيلة الوحيدة التي يمكن بها ضمان السلام. وأشار كليمنتس:«كما زاد العنف الأسود من حيث القوة، زادت وتيرة هجمات الثأر والضربات الوقائية من قبل رجال الحدود.»
تم إطلاق الهجمات بواسطة مجموعات من السكان الأصليين، دائما تقريبا في النهار بأسلحة متنوعة تشمل الرماح، والصخور، وعصيان الصيد استخدمت في قتل وجرح المستوطنين والرعاة، بالإضافة لماشيتهم، فيما تم عادة إشعال النار في المنازل، وأكوام القش، والمحاصيل. على العكس، شن الأوروبيون هجماتهم بشكل رئيسي ليلًا أو في الساعات الأولى للفجر عن طريق مجموعات مطاردة أو مجموعات متجولة من المدنيين أو الجنود واستهدفت الهجوم أثناء نوم طرائدهم في معسكرات الأدغال. كانت النساء والأطفال هم الضحايا غالبًا في كلا الجانبين.
منذ 1830 عرض أرثر مكافآت لأسر السكان الأصليين، ومنح الهبات كذلك حين يتم قتلهم. منذ 1829، تم تم بذل مجهودات بمساعدة محب الإنسانية جورج أوغستس روبنسون لإطلاق «مهمة ودية» لإقناع السكان الأصليين بالاستسلام وإبعادهم إلى ملاذ للجزيرة، من نوفمبر 1830 إلى ديسمبر 1831 وافقت مجموعات عديدة على عرضه وتم إيداع 46 مبدئيًا في جزيرة فلندرز، والتي اعتُبر الهروب منها مستحيلًا. رغم أن الصراع بين السكان الأصليين والمستوطنين يكاد يكون توقف تماما من يناير 1832، تم أسر 148 آخرين من السكان الأصليين في شمال غرب الجزيرة خلال السنوات الأربع اللاحقة كـ«تنظيف» وتم نقلهم بالقوة إلى جزيرة هانتر ثم جزيرة فلندرز.

## الصراع المبكر
رغم أن صائدي الأختام بدأو العمليات التجارية على أرض فان ديمين في أواخر 1798، جاء الظهور الأوروبي البارز الأول على الجزيرة بعد 5 سنوات، مع استقرار قاعدة عسكرية صغيرة في سبتمبر 1803 في ريسدون على نهر درونت بالقرب من هوبارت حاليًا. حدثت العديد من المواجهات الدموية مع قبائل من السكان الأصليين خلال الشهور الخمس التالية، مع إطلاق النيران وأسر صبي من السكان المحليين. وصل ديفيد كولينز كأول حاكم ملازم للمستعمرة في فبراير 1804 بتعليمات من لندن بمعاقبة أي تصرفات عنيفة يقوم بها الأوروبيون ضد السكان الأصليين، لكنه فشل في نشر تلك التعليمات، فاشلا في ترك إطار قانوني لكيفية التعامل مع أي صراع عنيف.

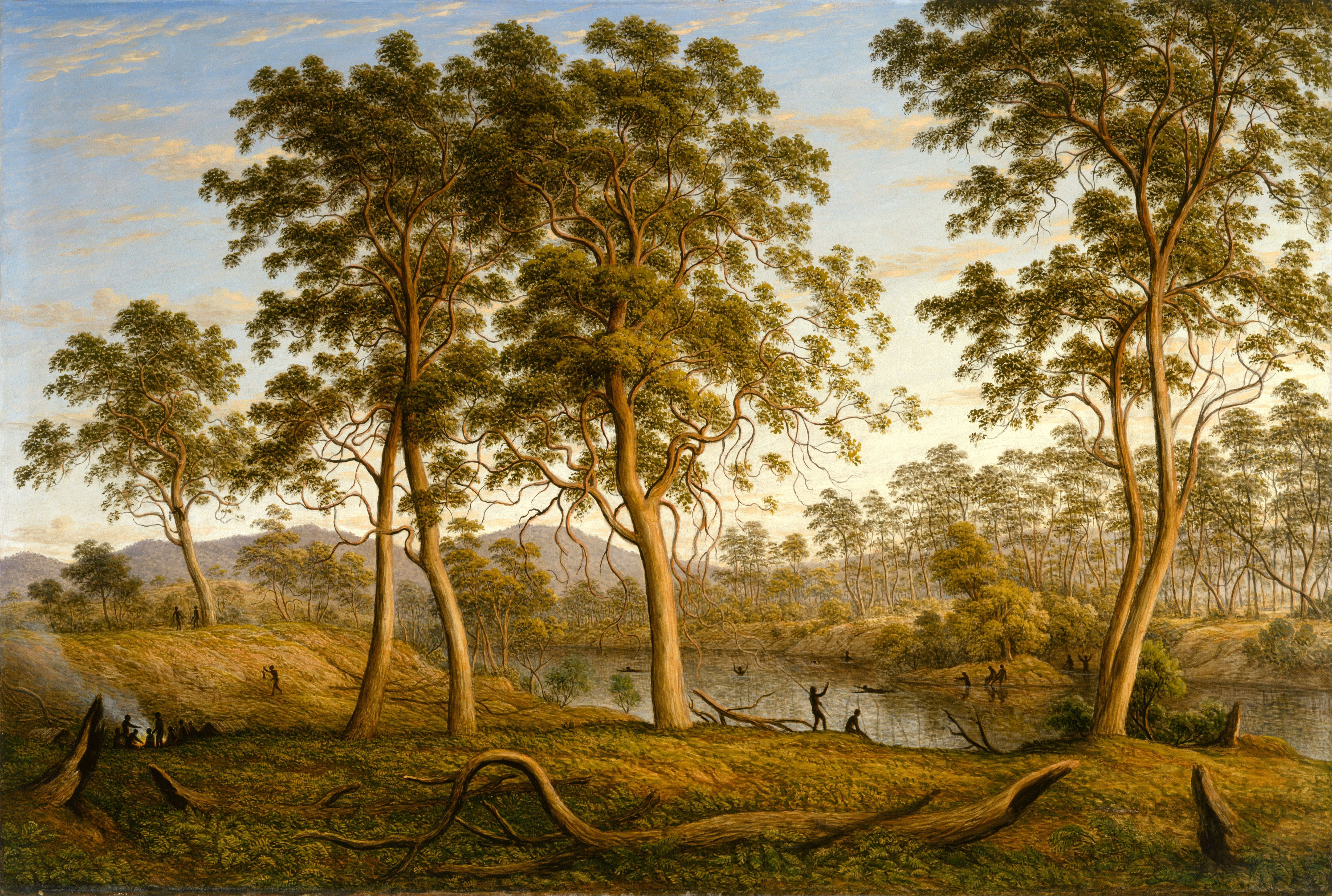
السكان الأصليون على نهر أوز، أرض فان ديمين بواسطة جون جلوفر، 1838

في 3 مايو 1804، أطلق جنود قلقون من ريسدون النار من مدفع صغير على مجموعة من حوالي 100 شخص من السكان الأصليين بعد مواجهة في مزرعة، فيما أطلق المستوطنون والمدانون النيران من البنادق، والمسدسات، والمسكيت على سبيل الدعم. أخبر القاضي روبيرت نوبوود تحقيق لاحق بخصوص ما يسمى مجزرة ريسدون أن 5 أو 6 أشخاص من السكان الأصليين تم قتلهم، لكن شهود عيان آخرين ادعوا أن نحو 50 رجلًا، وامرأة وطفلًا قد قتلوا، وأنه تم حرق أو دفن 30 جثة لإخماد الرائحة عند تحللهم.
انفجرت موجة من العنف أثناء الجفاف في 1806 و1807 حيث قامت القبائل في شمال وجنوب الجزيرة بقتل أو إصابة العديد من الأوروبيين في الصراعات التي أشعلتها المنافسة، فيما أشار المستكشف والبحري جون أوكسلي في تقرير عام 1810 إلى «العديد من الجرائم الوحشية القاسية» التي ارتكبت في حق السكان الأصليين عن طريق المدانين الهمجيين في الشال، والتي أدت بدورها إلى هجمات سوداء على صيادين بيض منعزلين.
تسبب وصول 600 مستعمر من جزيرة نورفولك بين 1807 و1813 لزيادة التوتر حيث قاموا بإنشاء المزارع بطول نهر درونت وشرق وغرب لاونسستون، محتلين 10% من أرض فان ديمين. بحلول 1814، أصبح 12,700 هكتار من الأرض أرضًا زراعية، مع 5000 بقرة و38,000 خروف. استخدم سكان جزيرة نورفولك العنف لتثبيت ملكيتهم للأرض، مهاجمين معسكرات السكان الأصليين في الليل، ذابحين الآباء والأمهات، وخاطفين الأطفال اليتامي لاستعمالهم كخدم. ودفعت الهجمات بغارات انتقامية على قطعان مواشي المستوطنين في جنوب شرق البلاد. بين 1817 و1824 ارتفع عدد سكان المستوطنين من 2000 إلى 12,600 وفي 1823 فقط تم تخصيص أكثر من 1000 منحة أرض بإجمالي 175,704 هكتار للمستوطنين الجدد، بحلول تلك السنة وصل عدد الخرفان في أرض فان ديمين إلى 200,000 وشكلت ما يسمى مناطق المستوطنين 30% من إجمالي مساحة الأراضي في الجزيرة. حول الاستعمار السريع أراضي صيد الكنغر التقليدية إلى مزارع ذات رعي للماشية وأسوار، وسياج، وجدران حجرية، بينما تم زيادة دوريات الشرطة والجيش للسيطرة على عمال المزارع المحكوم عليهم.
خلال أول عقدين من الاستيطان، أطلق السكان الأصليون 57 هجمة على الأقل على المستوطنين البيض، مقاطعين حالة الهدوء العام، لكن بحلول 1820 أصبح العنف أكثر تكرارًا بشكل واضح، حيث أبلغ مستكشف روسي في تلك السنة أن «السكان الأصليين لتاسمانيا يعيشون في حالة عداء دائم ضد الأوروبيين». ارتفع عدد الهجمات السوداء بحدة من منتصف العشرينات، لكن كان هناك كذلك ارتفاع مقابل في العنف الذي يبدأه المستعمرون. يقول كليمنتس أن الأسباب الرئيسية لهجوم المستوطنين على السكان الأصليين كانت الانتقام، والقتل على سبيل الرياضة، ورغبتهم الجنسية في نسائهم وأطفالهم، وقمع خطرهم. كانت أرض فان ديمن تمر بحالة ضخمة من عدم الاتزان بين الجنسين، حيث فاق عدد ذكور المستعمرين الإناث بنسبة 6 لـ1 في 1822 وبلغت النسبة 16 لـ1 بين المحكومين. اقترح كليمنتس أن «الشهية الشرهة» لنساء السكان الأصليين كانت العامل الأهم في الحرب السوداء. حيث كتب: «استمر الجنس في كونه محفزًا مركزيا لمهاجمة السكان الأصليين حتى حوالي 1828، وبحلول ذلك الوقت أصبح لقتل الأعداء أولوية على اغتصابهم.»

## سنوات الأزمة، 1825-1831
من 1825 لـ1828، زاد عدد هجمات الأصليين لأكثر من الضعف في كل عام، باعثا الذعر بين المستوطنين. بحلول عام 1828، وفقا لكليمنتس، لم يعد لدى المستعمرين أي شك في أنهم يخوضون حربا - «لكن تلك لم تكن حربًا تقليدية، لا يمكن هزيمة العدو بالطرق التقليدية. لم يكن السود شعبًا واحدًا، بل عددًا من القبائل المتفرقة. لم يكن لديهم وطن أو منزل ولا بنية قيادة معروفة.»
أصدر جورج أرثر، حاكم المستعمرة منذ مايو 1824، إعلانًا فور وصوله وضع السكان الأصليين تحت حماية القانون البريطاني وهدد بإعدام ومحاكمة الأوروبيين الذين استمروا في «التدمير المتعمد» لهم. سعى أرثر لإنشاء «معهد محلي» للسكان الأصليين وفي سبتمبر 1826 عبر عن أمله أن محاكمة وشنق شخصين من السكان الأصليين، تم اعتقالهما لرميهم بالرماح لثلاثة من المستوطنين سابقًا في ذلك العام، «لن يمنع فقط المزيد من الاعتداءات .. بل سيؤدي إلى سلوك تصالحي». لكن بين سبتمبر ونوفمبر 1826 تم قتل 6 مستعمرين آخرين. من بينهم كان جورج تايلور جونيور، «مستوطن حسن السمعة» من كامبل تاون، وجدت ثته «مثبتًا بالعديد من الرماح، ورأسه محطم بشكل مروع من الضربات، إما عن طريق الحجارة أو عصيان الصيد». نتيجة لذلك، طالبت صحيفة The Colonial Times بتغيير عنيف في السياسة الرسمية، وحثت على ترحيل السكان الأصليين بالقوة من مناطق المستوطنين لجزيرة في مضيق باس. وحذرت: «الدفاع عن النفس هو قانون الطبيعة الأول. يجب على الحكومة أن ترحل السكان الأصليين- وإذا لم يحدث، سيتم تعقبهم مثل الوحوش البرية، وتدميرهم!»

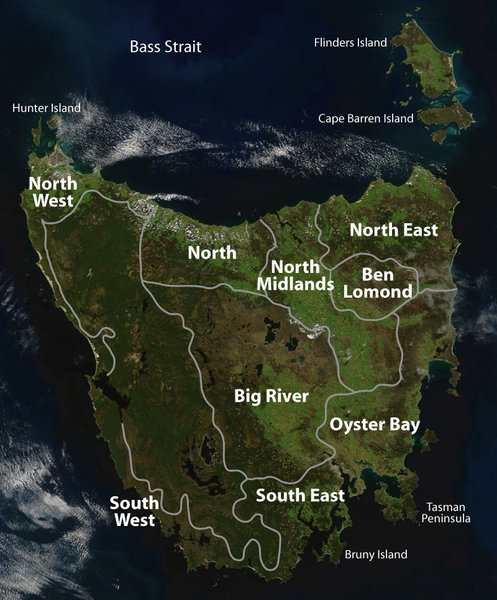
خريطة للقبائل التاسمانية في وقت أول اتصال أوروبي.

استجابة للذعر المتصاعد، أصدر أرثر في 29 نوفمبر 1826 إشعارًا حكوميًا يحدد الشروط القانونية التي بموجبها يمكن للمستعمرين قتل السكان الأصليين عندما يهاجمون المستوطنين أو ممتلكاتهم. أعلن الإشعار أن أعمال العدوان يمكن صدها «كما لو كانت قد انتقلت من حالة تفويض». رغم أن The Colonial Times رحبت بالإشعار كإعلان للحرب على السكان الأصليين في مناطق المستوطنين، ورآه بعض المستوطنين كـ«خدمة نبيلة لإردائهم قتلى»، إلا أن كليمنتس يؤمن أنه لم يتم جعل شرعية قتل السود واضحة للمستعمرين وترى المؤرخة ليندال ريان أن أرثر لم يكن ينوي سوى إجبارهم على الاستسلام.
خلال صيف 1826-1827 هاجمت قبائل من النهر الكبير، وخليج أويستر، وشعوب نورث ميدلاندز عدد من حفظة المخزون بالرماح في المزارع وأوضحوا رغبتهم في انتقال المستوطنين وخرافهم وماشيتهم من أراضي صيد الكنغر الخاصة بهم. رد المستوطنون بعنف، ما أنتج عن العديد من حالات القتل الجماعي، رغم أن ذلك تم تقريره بشكل لا يذكر في وقتها. في 8 ديسمبر 1826 هددت مجموعة بقيادة كيكرتربولر مشرف مزرعة في مزرعة بنك هيل في أوريلتون، بالقرب من ريتشموند، في اليوم التالي، قتل جنود من كتيبة المشاة الأربعين 14 من السكان الأصليين من سكان خليج أويستر وأسروا وسجنوا 9 آخرين، بما فيهم كيكرتربولر. في أبريل 1827، قُتل راعيان في مزرعة هو موراي في جبل أوغسطس بالقرب من كامبيل تاون، جنوب لاونسستون، وشنت مجموعة من المستوطنين مع فصيل من كتيبة المشاة الأربعين هجومًا انتقاميًا عند الفجر على معسكر بلا حماية للسكان الأصليين، قاتلين 70 شخصًا منهم من بينهم نساء وأطفال. في مارس وأبريل، قُتل العديد من المستوطنين والمحكومين وانتقمت مجموعة تعقب لإحدى الحوادث في غارة وقت الفجر قاموا فيها «بإطلاق القذيفة تلو الأخرى على السكان الأصليين ... وأبلغوا بقتل حوالي 40.» في مايو 1827 قتلت مجموعة من السكان الأصليين بخليج أويستر أحد حفظة المخزون بالقرب من سوانزي ليرد عليهم مجموعة من الجنود والشرطة والمستوطنين بهجوم ليلي.

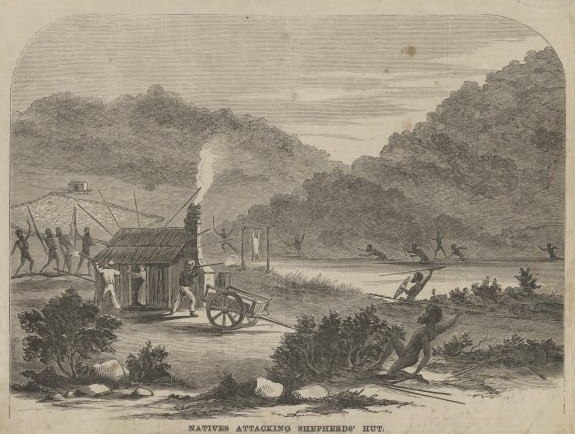
رسم صامويل كالفيرت لهجوم السكان الأصليين على كوخ للرعاة

على مدار 18 يومًا في يونيو 1827، قُتل على الأقل 100 من قبيلة باليتور من الشمال انتقامًا لمقتل ثلاثة من حفظة المخزون. ووفقًا لحسابات ريان، فخلال الأشهر الثمان من 1 ديسمبر 1826 إلى 31 يوليو 1827، قتل أكثر من 200 شخص من السكان الأصليين في مناطق المستوطنين انتقامًا لمقتل 15 مستوطنًا. قبيلة من 150 شخص في خليج أويستر ربما تكون قتلت بالكامل في هجوم واحد عبر وادي سوريل في نوفمبر 1827، ما أنقص عدد السكان بشكل كبير. في سبتمبر، عين أرثر 26 ظابطًا ميدانيًا آخرين، ونشر 55 جنديًا من كتيبة المشاة الأربعين في مناطق المستوطنين للتعامل مع الصراع المتصاعد. بين سبتمبر 1827 ومارس 1828، قام السكان الأصليون بـ70 هجمة على الأقل على مناطق المستوطنين، مزهقين أرواح نحو 20 مستوطنا. بحلول مارس 1828 بلغ عدد القتلى في تلك المناطق خلال الـ16 شهرًا الماضية منذ إشعار أرثر الرسمي 43 مستوطنًا وحوالي 350 من السكان الأصليين. إلا أن التقارير تشير لأن هجمات المواطنين الأصليين كانت تستهدف بشكل رئيسي سرقة الطعام وليس قتل المستوطنين.
أبلغ أرثر سكرتير المكتب الاستعماري في لندن أن السكان الأصليين «اشتكوا بالفعل أن البيض احتلوا بلدهم، وتعدوا على أراضيهم، ودمروا طعامهم الطبيعي، الكنغر» واقترح في مذكرة أن يتم توطينهم في «جانب بعيد من الجزيرة، يكون خاص بهم فقط، مع تزويدهم بالطعام والملابس، وتوفير الحماية لهم ... بشرط أن يحصروا أنفسهم بسلام إلى حدود معينة». وقال أن الساحل الشمالي الشرقي لتاسمانيا هو المكان الأفضل لذلك واقترح أن يبقوا هناك «حتى تصبح عاداتهم أكثر تحضرًا». وتعقب الاقتراح بأن قدم في 19 أبريل 1828 «إعلان فصل السكان الأصليين عن السكان البيض» الذي قسم الجزيرة إلى جزئين لتنظيم والحد من التواصل بين البيض والسود. كانت المنطقة الشمالية الشرقية منطقة تزورها الكثير من المجموعات تقليديًا بسبب ذخيرتها من الغذاء، والأنهار، ومصبات الأنهار، والخلجان المحمية بالإضافة إلى مناخها المعتدل. وكذلك كانت غير مأهولة بالمستعمرين. إلا أن إعلان تقسيم الجزيرة كان بمثابة القبول الأول لاستعمال القوة لطرد أي من السكان الأصليين من مناطق المستوطنين. لاحظ المؤرخ جيمس بويس: «أصبح بالإمكان حينها قتل أي مواطن أصلي بشكل قانوني دون ارتكاب أي شئ سوى عبوره حدود غير محددة لم تقم حتى الحكومة بتحديدها.»
في خطاب للمكتب الاستعماري في لندن في أبريل 1828، اعترف أرثر:«نحن دون شك أول من يعتدي، وسجناؤنا الذين تواروا عن الأنظار في الغابات ارتكبوا أكبر الأفظاع على السكان الأصليين، وأولئك المخاليق الجهلة غير قادرين على التمييز، ويجتاحهم العداء والرغبة في الانتقام من جميع السكان البيض. من العبث في ذلك الوقت ملاحقة سبب الشر الذي يتواجد، واجبي هو إزالة توابعه، ولكني لا أجد أي طريقة لتحقيق ذلك سوى منع السكان الأصليين من دخول مناطق المستوطنين.
قوى أرثر الحدود بتعيين حوالي 300 عسكري من كتيبة المشاة الأربعين والـ57 في 14 موقع عسكري بطول الحدود وداخل مناطق المستوطنين. ردعت هذه الخطة بالفعل هجمات السكان الأصليين. خلال شتاء 1828 ظهر القليل منهم بداخل مناطق المستوطنين، وأعادتهم مجموعات عسكريهم إلى مواقعهم.

### القانون العرفي، نوفمبر 1828

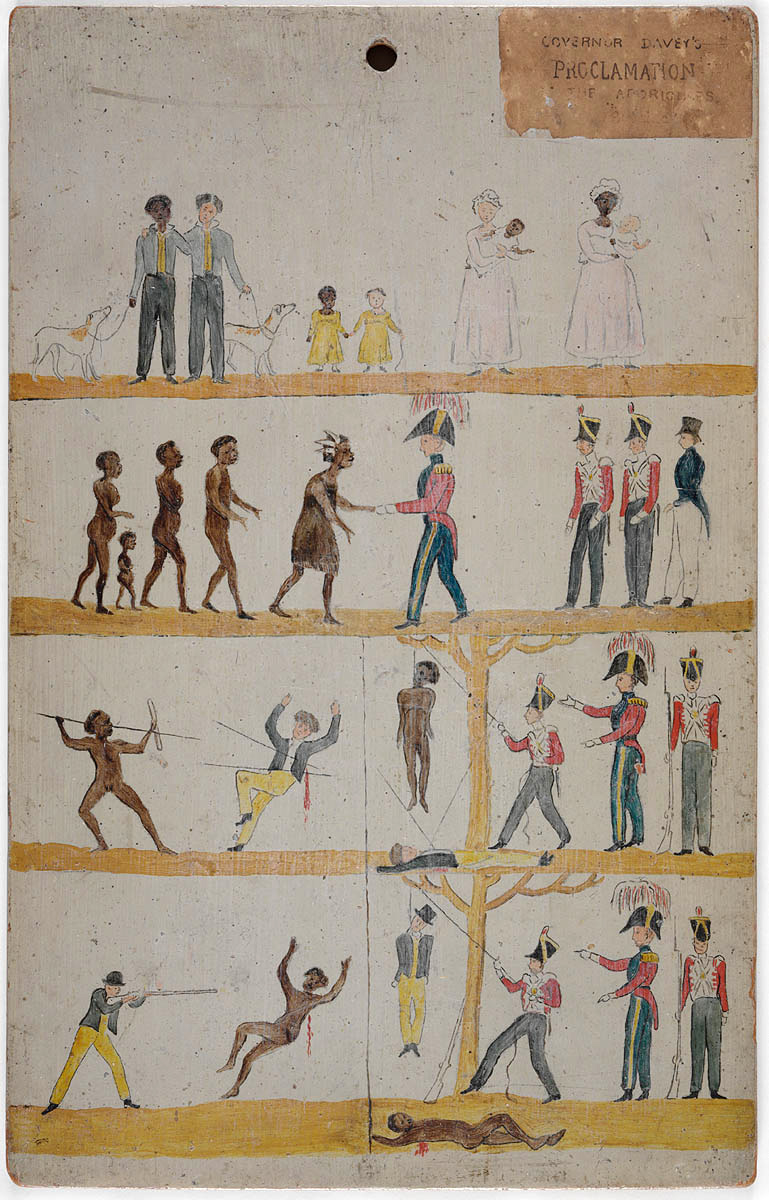
لوحة إعلان مكتوب عليها "إعلان الحاكم ديفي" رسمت في أرض فان ديمين حوال سنة 1830، في عصر الحاكم أرثر. وعلقت على الأشجار، تم تصميم تلك اللوحات ليظهروا للمستوطنين والسكان الأصليين أنهم كانوا سواء قبل القانون العرفي، وصوروا سياسة الصداقة والعدالة المتساوية التي لم تكن موجودة في ذروة الحرب السوداء.

تم تحطيم أي آمال للسلام في مناطق المستوطنين في الربيع. بين 22 أغسطس و29 أكتوبر قُتل 15 مستوطنا في 39 هجمة للسكان الأصليين -هجمة كل يومين تقريبًا- حيث أطلقت قبائل خليج أويستر والنهر الكبير غاراتها على أكواخ المستعمرين، فيما أحرق بين لوموند وقبائل الشمال أكواخهم بطول نهر ميندر ونهر آخر في الشرق والغرب. من بداية أكتوبر بدأ مقاتلو خليج أويستر في قتل النساء والأطفال البيض. تأثرًا بتصعيد العنف، طالب أرثر باجتماع مع المجلس التنفيذي لأرض فان ديمين يضمه هو شخصيًا، ورئيس المحكمة العليا، وأمين صندوق الاستعمار - وفي 1 نوفمبر أعلن القانون العرفي ضد السكان الأصليين في مناطق المستوطنين. كان إعلان القانون العرفي امتيازًا لاستخدامه «ضد المتمردين والأعداء كطريقة مناسبة لممارسة حق القتل في الحرب الناشئ عن الحق في الدفاع عن النفس» وكان تحرك أرثر بمثابة إعلان فعلي للحرب. حظى الجنود حينئذ بالحق في القبض على أي من السكان الأصليين في مناطق المستوطنين دون أمر اعتقال أو قتلهم في حالة المقاومة.
استمر القانون العرفي لأكثر من ثلاث سنوات، وهي المدة الأطول للقانون العرفي في تاريخ أستراليا.
نحو 5000 من السكان الأصليين من 5 قبائل كانوا لا يزالون يحاربون في مناطق المستوطنين حين تم إعلان القانون العرفي، وكان أول قرار لأرثر هو تشجيع المدنيين على أسرهم. في 7 نوفمبر، أسرت مجموعة من ريتشموند أومارا -الذي اعتُقد أنه قاد هجومًا قاتلًا على حفظة المخزون في سهول نورفولك في فبراير 1827- و4 آخرين من بيمهك زوجته وطفل. ظل أومارا متحديًا وتم وضعه في سجن ريتشموند وظل هناك لكدة سنة. أنشأ أرثر بعد ذلك دوريات عسكرية أو «مجموعات مطاردة» من 8 لـ10 رجال من كتائب المشاة الـ39، والـ40، والـ61 وأمرهم أن يظلوا في الميدان لمدة أسبوعين في كل مرة، لتجوب مناطق المستوطنين بحثا عن السكان الأصليين، لأسرهم أو قتلهم. بحلول مارس 1829، كانت 23 سرية عسكرية، نحو 200 جندي مسلح، تجوب مناطق المستوطنين، بغرض القتل أساسا وليس الأسر. تم قتل السكان الأصليين في مجموعات بلغ عددهم في المجموعة الواحدة حوالي 10، غالبًا عند الفجر، في معسكراتم أو أثناء هروبهم في النهار، وأشارت التقارير الصحفية في مارس أن نحو 60 مواطن أصلي قُتلوا منذ إعلان القانون العرفي، مقابل 15 مستوطنًا.

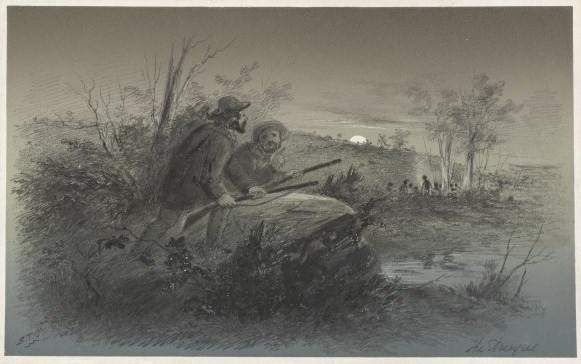
وصف صامويل توماس جيل لغارة ليلية تأديبية على معسكر للسكان الأصليين

أثارت هجمات السكان الأصليين غضب المستوطنين وولدت لديهم رغبة في الانتقام، ولكن وفقًا لكليمنتس المشاعر الرئيسية لدى المستوطنين كانت الخوف، الذي تراوح من قلق مستمر إلى رعب معجز. حيث قال: «كل من كان على الحدود كان خائفًا، طول الوقت.» كانت الخسائر المالية من السرقة، وتخريب المخزون، والحرائق بمثابة خطر مستمر: حيث لم يكن هناك شركات تأمين وواجه المستوطنون الخراب المالي إذا تم حرق المحاصيل أو المباني، أو تم تدمير المخزون. حذرت صحيفة The Hobart Town Courier من إعلان السكان الأصليين «حرب الإبادة» على المستوطنين البيض، فيما أعلنت Colonial Times: «يجب على الحكومة ترحيل السكان الأصليين. وإذا لم يحدث، سيتم تعقبهم مثل الوحوش البرية، وتدميرهم.»
بحلول شتاء عام 1829 أصبح الجزء الجنوبي من مناطق المستوطنين منطقة حرب، وتعرف السكان الأصليون لاحقًا على مواقع المعسكرات التي قُتل وعُذب فيها أقربائهم. تم التبليغ عن المزيد من الحوادث التي غزا فيها السكان الأصليون الأكواخ بحثًا عن الطعام والأغطية، ولكن تم قتلهم أيضًا. في محاولة لاسترضاء السكان الأصليين، نظم أرثر توزيع «لوحات الإعلان» التي تحتوي على 4 لوحات ترسم البيض والتاسمانيين السود يعيشون معًا بسلام، وكذلك أوضحت التوابع القانونية لارتكاب جرائم العنف من كلا الطرفين- وهي شنق أي مواطن أصلي يقتل مستوطنا أبيض، وشنق أي مستوطن يقتل شخص من السكان الأصليين. لم تتم إدانة أي من المستعمرين أبدًا في أرض فان ديمين، ولا تحويلهم للمحاكمة للاعتداء على أو قتل شخص من السكان الأصليين.
واصل السكان الأصليون هجماتهم على المستوطنين، قاتلين 19 مستعمرًا بين أغسطس وديسمبر 1829- بلغ إجمالي السنة 33، أكثر من 1828 بـ6 قتلى. كان من بين الضحايا البيض خادم تم حرقه حتى الموت في منزل في بوثويل، ومستوطن تم التمثيل به. إلا أن رد البيض كان أكثر عنفًا، حيث يشير التقرير بعد حملة واحدة أن «مذبحة بشعة» نتجت عن غارة ليلية على معسكر. في أواخر فبراير 1830، قدم أرثر مكافأة قيمتها 5 جنيه إسترليني لكل مواطن أصلي يتم أسره، و2 جنيه إسترليني لكل طفل، وسعى كذلك لوجود عسكري أكبر، في محاولة منه لوقف رحيل الكتيبة الأخيرة من كتيبة المشاة الأربعين إلى الهند ومطالبًا بتعزيزات من الكتيبة الـ63 في أستراليا الغربية، لكن دون جدوى. في أبريل، نصح الإدارة في لندن أن تعزيز كبير للمحكوم عليهم في المناطق الحدودية البعيدة سيساعد في حماية المستوطنين وطلب صراحة تحويل جميع سفن نقل المُدانين إلى أرض فان ديمين.

### لجنة السكان الأصليين

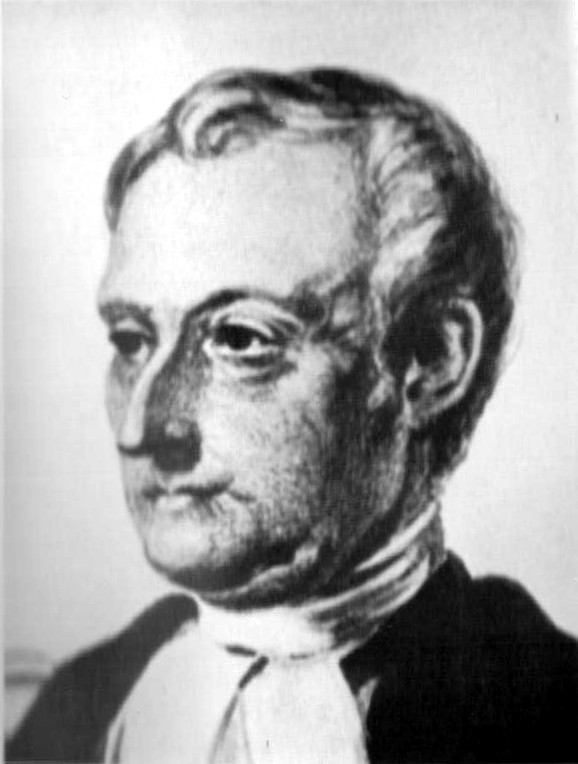
ويليام بروتون، رئيس لجنة السكان الأصليين

في مارس 1830 عين أرثر ويليام بروتون رئيسًا للجنة السكان الأصليين المكونة من 6 أشخاص لإجراء تحقيق حول منشأ عداء السود والتوصية بإجراءات لوقف العنف وتدمير الممتلكات. كان قد مر حينها 16 شهرًا منذ إعلان القانون العرفي في نوفمبر 1828 وفي تلك الفترة حدثت 120 هجمة من السكان الأصليين على المستوطنين، متسببة في مصرع حوالي 50 وإصابة أكثر من 60 آخرين. خلال تلك الفترة نفسها تم قتل 200 شخص على الأقل من السكان الأصليين، الكثير منهم في حالات قتل جماعية لست أشخاص أو أكثر. من ضمن التقارير التي تلقتها اللجنة كانت اقتراحات بإنشاء «أكواخ فخ، تحتوي على الدقيق والسكر، المحملان بشدة بالسم»، لاقتلاع السكان الأصليين من جذورهم وجذب مصارعي ماوري إلى تاسمانيا لأسر السكان الأصليين وترحيلهم إلى نيوزيلندا كعبيد. قدم المستوطنون والجنود أدلة على القتل والأعمال الوحشية من كلا الطرفين، ولكن تم إخبار اللجنة كذلك أنه بالرغم الهجمات، يعتقد بعض المستوطنين أن عدد السكان الأصليين المتبقي في مناطق المستوطنين قليل للغاية. تم إجراء التحقيق في سياق تصعيد إضافي في الأعمال العدائية: ففي فبراير وحده، وقعت 30 حادثة منفصلة قتل فيها سبعة أوروبيين.
في تقريرها، الذي تم نشره في مارس 1830، أشارت اللجنة أن «من الواضح أن السكان الأصليين فقدوا الشعور بالتفوق على البيض، والخوف من آثار الأسلحة النارية» وأنهم الآن على خطة ممنهجة لمهاجمة المستوطنين وممتلكاتهم. دعم تقرير اللجنة نظام المكافآت، وأوصى بزيادة في دوريات الشرطة الفارسية، وحث المستوطنين على البقاء مسلحين وحذرين. بدوره مرر أرثر تقرير اللجنة لسكرتير الدولة للحرب والمستوطنات السيد جورج موراي، مشيرًا إلى أنه بالرغم من أن «المدانين الخارجين عن القانون» وحفظة المخزون تصرفوا مع السكان الأصليين بشكل غير إنساني، «إلا أنه من الواضح بشكل متزايد أن السكان الأصليين لهذه المستعمرة هم، وأكثر من أي وقت مضى، السلالة الأكثر غدرًا، وأن الطيبة التي اعتادوها من المستوطنين الأحرار لم تساعدهم على التحضر لأي درجة.»
الأنباء عن لقاءات ودية مع السكان الأصليين وانخفاض الهجمات دفع أرثر لإصدار إشعار حكومي يعبر عن رضاه بـ«النزعة الأقل عدائية» التي أظهرها السكان الأصليين وناصحا المستوطنين أن «يمتنعوا بحذر عن التصرفات العدوانية ضد تلك المخلوقات الجهلة» وأن يسمحوا لهم بالطعام والرحيل. إلا أن الهجمات استمرت مع ذلك ونظرًا لتزايد الذعر العام والغضب، اجتمع المجلس التنفيذي بعد أسبوع وقرر أنعملية عسكرية على نطاق كامل مطلوبة لوضع نهاية لما قد يهدد بـ«حرب إبادة» بين المستوطنين وشعوب النهر الكبير وخليج أويستر. تم تمديد القانون العرفي لأرض فان ديمن بالكامل في 1 أكتوبر وتم أمر كل ذكر قادر جسديًا بالتجمع يوم 7 أكتوبر في أحد 7 أماكن في مناطق المستوطنين للاتضمام في رغبة عارمة في إزالة «أولئك البائسين» من المنطقة. استُقبلت الحملة التي أصبحت معروفة باسم الخط الأسود، بحماس شديد من جانب صحافة المستعمرين. حيث قالت جريدة The Hobart Town Courier أنها شكت أن المتسوطنين سيحتاجون لإقناعهم «بإنجاز الشيء العظيم والجليل الآن أمامهم».

### الصراع الشمالي الغربي
انفجر العنف في الشمال الغربي للجزيرة، أين كان المستعمرون يخدمون لشركة أرض فان ديمن، في 1825، مدعمًا بالنزاع حول نساء السكان الأصليين، الذين تم انتهاكهم أو اختطافهم عادة، وتدمير سلالات الكنغر. انطلقت دورة متصاعدة من العنف في 1827 بعدما حاول الرعاة البيض فرض أنفسهم على النساء السود، تم قتل أحد الرعاة بالرمح وقُتل أكثر من 100 خروف كعقاب، وفي المقابل أطلقت مجموعة لبضاء هجمة فجرية على معسكر للسكان الأصليين قاتلة 12 منهم. أدى الصراع إلى مذبحة كيب غريم في 10 فبراير 1828، والتي تربص فيها رعاة مسلحين ببنادق بحوالي 30 من السكان الأصيين بينما كانوا يجمعون البكلويز عند سفح جرف.
في 21 أغسطس 1829 أطلق 4 خدم بالشركة النار على امرأة من الأصليين في الظهرـ ثم أعدموها بفأس في خليج إيمو، بالقرب من بيرني حاليا. استمر العنف في المنقطة، حيث قُتل 3 رجال من الشركة بالرماح في يوليو وأكتوبر 1831 وحدثت خسائر كبيرة في الخراف والثيران. سقط عدد سكان قبائل الشمال الغربي من 700 لـ300 خلال عشرينات القرن التاسع عشر، أما في الشمال -حيث تعهد الرعاة بإطلاق النار على السكان الأصليين كلما رأوهم- انهار عدد السكان من 400 في 1826 إلى أقل من 60 في منتصف 1830. توقف العنف في 1834 لكنه عاد بين سبتمبر 1839 وفبراير 1842 حين قام السكان الأصليون بـ18 هجمة على الأقل على رجال وممتلكات الشركة.

## الخط الأسود، أكتوبر - نوفمبر 1830
تكون الخط الأسود من 2200 رجل: حوالي 550 جندي -أكثر من نصفهم بقليل كانوا في أرض فان ديمن- بالإضافة إلى 738 مُدان و912 مستوطنًا أو مدنيًا. عين أرثر، الذي احتفظ بالحكم العام، الرائد شولتو دوجلاس من كتيبة المشاة الـ63 في قيادة القوات. تم تقسيم القوات إلى 3 أقسام وتلقوا العون من مرشدين من السكان الأصليينـ وكونوا واجهة متنقلة بطول أكثر من 300 كم بدأت في الدفع جنوبًا وشرقًا عبر مناطق المستوطنين من 7 أكتوبر بنية تكوين كماشة لإيقاع أعضاء 4 من الـ9 شعب للسكان الأصليين الواقعة أمام الخط وقيادتهم عبر شبه جزيرة فوريستير إلى الخليج الشرقي وشبه جزيرة تاسمانيا، التي حددها أرثر لتكون موطنًا لهم.
كانت الحملة محفوفة بالطقس القاسي، والتضاريس الوعرة، والأشجار التي لا يمكن اختراقها، والمستنقعات الواسعة، والخرائط غير الكافية، وخطوط الإمداد الضعيفة، وبالرغم من أن قسمين من القوات تلاقيا في منصف أكتوبر، تسببت التضاريس الوعرة في كسر ذلك الحاجز البشري سريعًا، ما أدى إلى فراغات واسعة تمكن السكان الأصليون من التسلل من خلالها. في ذلك الوقت، ترك العديد من الرجال مواقعهم وعادوا لمنازلهم حفاة الأقدام وممزقي الملابس. كان النجاح الوحيد للحملة ممثلًا في كمين فجري في 25 أكتوبر تم فيه أسر 2 من السكان الأصليين وقتل آخريْن. تم حل الخط الأسود في 26 نوفمبر.
تقدر ريان أن حوالي 300 فقط من السكان الأصليين كانوا لا يزالون أحياء على الجزيرة بالكامل، من بينهم 200 في المنطقة التي عمل فيها الخط الأسود. مع ذلك فقد أطلقوا على الأقل 50 هجومًا على المستوطنين- أمام وخلف الخط- خلال الحملة، كان أغلبها بحثًا عن الطعام.

## الاستسلام والترحيل
ازدادت آمال المستعمرين في السلام خلال صيف 1830-31 حيث انخفضت هجمات السكان الأصليين إلى مستوى متدني، وتوقعت صحيفة The Colonial Times أن عدوهم إما قد تمت هزيمته أو أنهم خائفون لحد التقاعس. إلا أن الشمال ظل مكانا خطيرًا: ففي 29 يناير تم قتل امرأة - بعد 3 شهور من قتل زوجها في هجوم مماثل- وفي مارس تم رمي امرأة تحمل رضيعها بالرماح لتموت في حديقتها في تامار الشرقية. رغم أن عدد الهجمات في 1831 كان أقل من ثلث عدد الهجمات في السنة السابقة- 70 مقارنة بـ250 في 1830- إلا أن المستوطنين ظلوا خائفين لدرجة أن الكثير من الرجال رفضوا الخروج للعمل.

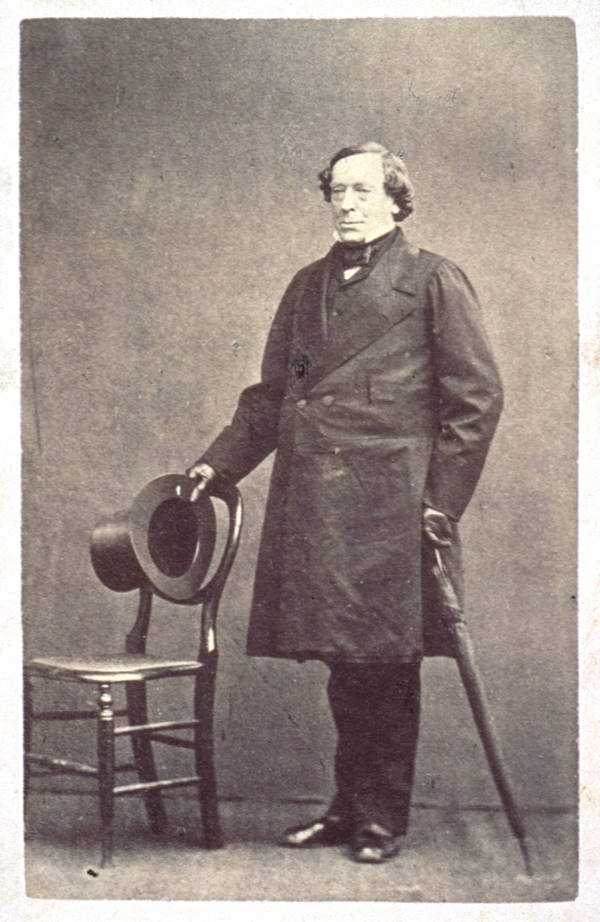
جورج أوغسنس روبنسون

مع ذلك، حيث اكتشفت لجنة السكان الأصليين حلقة جديدة من الشهادات، كانت هناك أخبار جيدة صادرة من عمل الإنساني الإنجيلي جورج أوغستس روبينسون، الذي عُين في 1829 أمينا لمستودع تموين السكان الأصليين في جزيرة بروني. شرع روبنسون منذ يناير 1830 في سلسلة من البعثات عبر الجزيرة للتواصل من السكان الأصليين وفي نوفمبر، أمَن استسلام 13 منهم، ما شجعه لمراسلة أرثر مدعيًا أن بإمكانه إزالة «السكان السود بالكامل» والذين قدر عددهم بـ700. في تقرير جديد في 4 فبراير 1831، أشادت لجنة السكان الأصليين بـ«المهمة الاسترضائية» لروبنسون وبمجهوداته لتعلم اللغات المحلية و«شرح النوايا الطيبة والسلمية للحكومة والمستوطنين نحوهم». وأوصت اللجنة بإرسال السكان الأصليين الذين استسلموا إلى جزيرة «حاملة السلاح» في مضيق باس. إلا أن اللجنة حثت المستوطنين أن يظلوا يقظين، ناصحة بأن تتموقع الفرق المسلحة في أكواخ المخزون الأبعد. وكاستجابة لتوصية اللجنة، تم تحويل 150 كوخًا من أكواخ الخزين لمواقع كمائن، وأنشئت مواقع عسكرية على طرق هجرة السكان الأصليين.
نال أسلوب أرثر الاسترضائي ودعمه لمهمة روبنسون «الودية» استنكارًا واسعًا من المستوطنين والصحافة، وازداد الاستنكار بعد سلسلة من الغزوات العنيفة في منتصف الشتاء شنها السكان الأصليون الجائعون اليائسون الذين يشعرون بالبرد في المرتفعات الشمالية للجزيرة. بلغت تلك الغزوات ذروتها بمقتل القبطان بارثولوميو توماس ومشرفه جيمس باركر في مناء سوريل على الساحل الشمالي في 31 أغسطس 1831. تلك الحادثة ستتحول في الواقع لأن تكون الأخيرة في الحرب السوداء، لكنها أثارت موجة غير مسبوقة من الخوف، والغضب، خاصة لأن توماس -شقيق أمين الصندوق الاستعماري- كان متعاطفًا مع السكان الأصليين وقام بمحاولات لترضيتهم. أعلنت صحيفة The Launceston Advertiser أن المسار الوحيد المتبقي هو «الإبادة الكاملة» للسكان الأصليين، فيما عبرت صحيفة أخرى عن مخاوفها من لجوء السكان الأصليين لفظائع أكبر في الموسم المقبل. بعد عدة أسابيع، قامت مجموعة بسرقة أكواخ في سوانزي، مسببة حالة من الهلع، وفي نهاية أكتوبر شكل 100 مستوطنًا مسلحًا طوقًا عبر الجزء الضيق من شبه جزيرة فريسينت في محاولة لأسر عدد كبير من السكان الأصليين الذين تسللوا لشبه الجزيرة. تم هجر الطوق بعد 4 أربع أيام بعدما تسلل الأصليون من خلاله وهربوا ليلا.
في 31 ديسمبر 1831 تفاوض روبنسون ومجموعته من حوالي 14 مبعوثًا أسود حول استسلام 28 عضوا من سكان مايريمينر. المجموعة الصغيرة المكونة من 16 رجلًا، و9 نساء، وطفلًا واحدًا، بقيادة تونجيرلونجتار ومونبلياتير، كانت هي كل ما تبقى مما كان سابقًا واحدا من أقوى عشائئر الجزيرة. تم إرسالهم إلى مستوطنة ويبالينا على جزيرة فلندرز، لينضموا إلى 40 ساكنا أصليا آخرين كانوا قد أُسروا من قبل. بنهاية مايو، أصيب الكثيرون بالإنفلونزا وماتوا من بينهم أومارا وكيكرتربولر.
أسهم استسلام ديسمبر بشكل فعال في إنهاء الحرب السوداء. لم يعد هناك المزيد من التقارير حول حالات عنف في مناطق المستوطنين منذ ذلك التاريخ، رغم أن بعض أعمال العنف الفردية تواصلت في الشمال الغربي حتى 1842.
تم إلغاء القانون العرفي في يناير 1832، بعد أسبوعين من الاستسلام، وألغيت المكافأة على أسر السكان الأصليين في 28 مايو 1832.
في فبراير 1832 شرع روبنسون في أولى بعثاته المتعددة للغرب، والشمال الغربي ومنطقة لونسيستون ليؤمن استسلام باقي السكان الأصليين، مؤمنا بأن تلك الإستراتيجية كانت «لصالحهم» وستنقذهم من الإبادة على أيدي المستوطنين كما تزودهم بفوائد التحضر البريطاني والمسيحية. محذرًا من تعرضهم لخصومة عنيفة دون حماية، فقد أقنع العديد من المجموعات الصغيرة بنقلهم إلى جزيرة فلتدرز- حيث مات الكثير منهم بالإلتهاب الرئوي، والإنفلونزا، والرشح- لكن منذ بداية 1833 بدأ في استعمال القوة لأسر أولئك الذين ظلوا يعيشون بحرية في الشمال الشرقي، رغم توقف العنف. تم استخدام جزيرة هانتر، في الطرف الشمالي الغربي لتاسمانيا، والمحطات الجزائية في ميناء ماكواري على الساحل الغربي لحجز الأسرى من السكان الأصليين، أين خضع الكثيرون سريعًا للمرض ووصل معدل الوفيات 75%. سجل روبنسون الأحوال في محطات ميناء ماكواري الجزائية قائلًا: «كانت الوفيات مروعة، وكانت تلفياتها غير مسبوقة، كانت مصيبة مروعة». في نوفمبر 1833 تم نقل الناجين من ميناء ماكواري إلى جزيرة فلندرز.
بحلول أوائل 1835 استسلم حوالي 3000 شخص لروبنسون، والذي أبلغ السكرتير الاستعماري: «تم إزالة السكان الأصليين بالكامل الآن»، رغم أنه في 1842 عثر على عائلة واحدة متبقية بالقرب جبل كرادل، لكنها استسلمت. كان مطلوبًا من الرجال على الجزيرة إزالة الغابات، وبناء الطرق، وتشييد الأسوار، وجز فراء الأغنام، فيما طلب من النساء غسل الثياب، وحضور فصول الخياطة. كان مطلوبًا من الجميع ارتداء ملابس أوروبية وتم إعطاء الكثير من النساء أسماء أوروبية. تسبب المعدل المرتفع للأمراض المعدية في مستوطنة ويبالينا بجزيرة فلندرز في خفض عدد السكان من 220 في 1833 إلى 46 في 1847.

## عدد القتلى
يتراوح تقدير عدد سكان تاسمانيا من السكان الأصليين في 1803، السنة التي وصل فيها البريطانيون لأول مرة، بين 3000 و7000. توضح تحليلات ليندال ريان لدراسات السكان أنه كان هناك حوالي 7000 موزعين على شُعب الجزيرة التسع، مع ذلك، استقر نيكولاس كليمنتس اعتمادًا على دراسات رايس جونس، وبريان بولملي على أن عددهم كان يقدر بـ3000 إلى 4000، وهو رقم أكثر منطقية بالنظر إلى ظروف حياة أولئك السكان.
| المرحلة                                 | القتلى من السكان الأصليين (بالتقدير) | القتلى من المستعمرين | المجموع | نسبة قتلى الأصليين: المستعمرين |
| --------------------------------------- | ------------------------------------ | -------------------- | ------- | ------------------------------ |
| نوفمبر 1823-نوفمبر 1826                 | 80                                   | 40                   | 120     | 2:1                            |
| ديسمبر 1826-أكتوبر 1828                 | 408                                  | 61                   | 469     | 6:1                            |
| نوفمبر 1828-يناير 1832 (القانون العرفي) | 350                                  | 90                   | 440     | 4:1                            |
| فبراير 1832-أغسطس 1834                  | 40                                   | 10                   | 50      | 4:1                            |
| الإجمالي                                | 878                                  | 201                  | 1079    | 4:1                            |

إلا أن أعداد السكان الأصليين بدأت في الانحفاض بشكل فوري: تم التقرير بحدوث مواجهات عنيفة في منطقة هوبارت، فيما أمر الحاكم الملازم ويليام بيترسون الجنود بإطلاق النار على السكان الأصليين أينما وجدوا، ما أدى لاختفاء عشائر شمال ميدلاندز في تلك المنطقة بعد 1806. في 1809 أشار مساح نيو ساوث ويلز الجنرال جون أوكسلي أن صيد الكنغر بواسطة البيض أدى إلى خسائر كبيرة في الأرواح بين الأصليين. أحد المستوطنين، المغامر المُدان يورجن يورجنسن، ادعى كذلك أن «عدد السكان الأصليين انحفض بشدة خلال السنوات الست أو السبع الأولى للمستعمرة» حيث قام البيض «بمضايقتهم دون عقاب». بحلول 1819، وصل عدد السكان الأصليين والبريطانيين إلى تكافؤ بحوالي 5000 لكل منهم، رغم أنه ضمن البريطانيين زاد عدد الرجال عن النساء بنسبة 4 لـ1. في تلك المرحلة تمتع كلا الشعبين بحالة صحية جيدة، ولم تتمكن منهم الأمراض المعدية حتى نهاية العشرينيات. ترجح ريان أن عدد السكان الأصليين الساكنين في مناطق المستوطنين في 1826 عند بداية الحرب السوداء بلغ 1200، فيما يعتقد كليمنتس أن العدد في الجزء الشرقي من تاسمانيا كان حوالي 1000.
لقد اختلف المؤرخون في تقديراتهم للعدد الإجمالي للوفيات في الحرب السوداء واعترفوا بأن أغلب حالات قتل السكان الأصليين لم يتم تقريرها. أشارت جريدة The Colonial Advocate في 1828 إلى أنه «تحدث حالات حيث يتم قتل السكان الأصليين مثل العديد من الغربان، والتي لا يتم ذكرها أبدا أمام عامة الناس».
نجا حوالي 100 من سكان تاسمانيا الأصليين من الصراع واستنتج بذلك كليمنتس أن حوالي 900 ماتوا في تلك الفترة. ويظن أن ثلث تلك الوفيات حدثت من خلال الصراع المميت، والمرض، والوفيات الطبيعية، ما يترك تقديرًا «واقعيا ومتحفظًا» بـ600 وفاة في العنف على الحدود، رغم اعترافه بأن العدد قد يكون منخفضًا لدرجة 400 أو مرتفعًا لدرجة 1000.

## وصفها كإبادة جماعية
تم وصف الإبادة شبه الكاملة للسكان الأصليين لتاسمانيا بأنها إبادة جماعية بواسطة المؤرخين بما في ذلك روبرت هيوز، وجيمس بويس، وليندال ريان، وتوم لاوسون. مؤلف كتاب مفهوم الإبادة، رافاييل ليمكين، اعتبر تاسمانيا موقع واحدة من حالات الإبادة الجماعية الواضحة، ووصف هيوز مقتل السكان الأصليين بأنه «الإبادة الجماعية الحقيقية الوحيدة في التاريخ الإستعماري الإنجليزي».
ادعى بويس أن إعلان أبريل 1828 "للفصل بين السكان الأصليين والمستوطنين البيض" استخدم القوة ضد السكان الأصليين "بلا سبب آخر سوى كونهم سكانًا أصليين" ووصف قرار إزالة كل التاسمانيين الأصليين بعد 1832 -في الوقت الذي كانوا قد استسلموا فيه- بأنه موقف سياسي متطرف. واستنتج: "قامت الحكومة الاستعمارية من 1832 إلى 1838 بتطهير عرقي للنصف الغربي من أرض فان ديمن ثم تركوا بقسوة الناس المنفيين لمصيرهم." في كتابه تاريخ تاسمانيا في 1852، وصف جون ويست إبادة سكان تاسمانيا الأصليين بأنه تموذج لـ"مجزرة منظمة"، وفي قضية الكومنويلث في المحكمة العليا في 1979، لاحظ القاضي ليونيل ميرفي أن السكان الأصليين لم يتنازلوا عن أرضهم بسلام وأنهم تم قتلهم أو إزالتهم بالقوة من أراضيهم "ما يساوي محاولة إبادة كاملة".يقول المؤرخ هنري رينولدز أنه كان هناك مطلب واسع الانتشار من المستوطنين خلال حرب الحدود بـ"استئصال" أو "إبادة" السكان الأصليين. لكنه ادعى أن الحكومة البريطانية تصرفت كمصدر تقييد لأفعال المستوطنين. يقول رينولدز أنه لا يوجد دليل أن الحكومة البريطانية تعمدت إبادة السكان الأصليين لتاسمانيا -حيث حذر خطاب في نوفمبر 1830 من السير جورج موراي إلى أرثر أن إبادة العرق التاسماني ستترك "وصمة لا تمحى" على شخصية الحكومة البريطانية"- ولذلك فإن ما حدث لا يتوافق مع تعريف الإبادة الجماعية المتوافق عليه في اتفاقية الإبادة الجماعية في الأمم المتحدة عام 1948. ويقول أن أرثر كان عازما على هزيمة الأصليين وانتزاع أراضيهم، لكنه يؤمن كذلك أنه لا يوجد دليل قوي أنه كان يستهدف ما هو أبعد من ذلك متمثلا في تدمير العرق التاسماني.
يتفق كليمنتس مع رأي رينولدز ولكنه أيضًا يبرئ المستوطنين أنفسهم من تهمة الإبادة. حيث يقول أنه على عكس نوايا الإبادة الكاملة في الهولوكوست في الحرب العالمية الثانية، والإبادة الجماعية في رواندا، ومذابح الأرمن في تركيا، والتي تم تنفيذها لأسباب أيدولوجية، فإن مستوطني تاسمانيا شاركوا في العنف بشكل رئيسي بداعي الانتقام والدفاع عن النفس. ويضيف: «أولئك الذين كان حافزهم هو الجنس أو السعي المرضي للتشويق لم يكن لديهم أي دافع أيدولوجي لإبادة السكان الأصليين.» كما يبرر أن جرائم الإبادة تقع على أفليات مهزومة، وعاجزة، بينما كان التاسمانيون «أعداء أقوياء ومرعبين» للمستوطنين وتم قتلهم في إطار حرب قتل فيها الطرفان أفراد غير مقاتلين.
في نقد لموقف رينولدز، قال لاوسون أن الإبادة الجماعية كانت نتيجة لا مفر منها لمجموعة من السياسات البريطانية لاستعمار أرض فان ديمن. حيث يقول أن الحكومة البريطانية أقرت استخدام التقسيم و"القوة المطلقة" ضد التاسمانيين، ووافقت على "المهمة الودية" لروبنسون وتواطأت في تحويل تلك المهمة إلى حملة تطهير عرقي من 1832."

## روابط خارجية
- Extract from James Bonwick, Black War of Van Diemen’s Land, London, pp. 154–155 Accessed 15 August 2009